# Mossgölen (Åtvids socken, Östergötland)
Mossgölen är en sjö i Åtvidabergs kommun i Östergötland och ingår i Storåns huvudavrinningsområde.